# Aircel Chennai Open 2015
L'Aircel Chennai Open 2015 è stato un torneo di tennis giocato sul cemento. È stata la 20ª edizione del torneo che fa parte dell'ATP World Tour 250 series nell'ambito dell'ATP World Tour 2015. Si è giocato nel SDAT Tennis Stadium di Chennai, nella regione del Tamil Nadu in India, dal 5 all'11 gennaio 2015.

## Partecipanti

### Teste di serie
| Nazionalità   | Giocatore              | Ranking | Testa di serie* |
| ------------- | ---------------------- | ------- | --------------- |
| Svizzera      | Stan Wawrinka          | 4       | 1               |
| Spagna        | Feliciano López        | 14      | 2               |
| Spagna        | Roberto Bautista Agut  | 15      | 3               |
| Belgio        | David Goffin           | 22      | 4               |
| Spagna        | Guillermo García López | 36      | 5               |
| Taipei cinese | Lu Yen-hsun            | 38      | 6               |
| Spagna        | Marcel Granollers      | 46      | 7               |
| Lussemburgo   | Gilles Müller          | 47      | 8               |

* Le teste di serie sono basate sul ranking al 29 dicembre 2014.

### Altri partecipanti
I seguenti giocatori hanno ricevuto una wildcard per il tabellone principale:
- Somdev Devvarman
- Ramkumar Ramanathan
- Elias Ymer

I seguenti giocatori sono passati dalle qualificazioni:

- Aljaž Bedene
- Evgenij Donskoj
- Vijay Sundar Prashanth
- Luca Vanni

## Punti e montepremi
| width=200 colspan=2 bgcolor=#dfe2e9!Torneo | V                   | F      | SF     | QF     | 2T     | 1T    | Q     | Q3 | Q2  | Q1  |   |
| Singolare                                  | Punti               | 250    | 150    | 90     | 45     | 20    | 0     | 12 | 6   | 0   | 0 |
| Singolare                                  | Premi in denaro ($) | 72.490 | 38.180 | 20.680 | 11.785 | 6.940 | 4.115 | –  | 665 | 320 | 0 |
| Doppio                                     | Punti               | 250    | 150    | 90     | 45     | 0     | –     | –  | –   | –   | – |
| Doppio                                     | Premi in denaro ($) | 22.020 | 11.580 | 6.270  | 3.590  | 2.100 | –     | –  | –   | –   | – |

## Campioni

### Singolare
Stan Wawrinka ha sconfitto in finale  Aljaž Bedene per 6-3, 6-4.
- È l'ottavo titolo in carriera per Wawrinka, il primo del 2015.

### Doppio
Lu Yen-hsun /  Jonathan Marray hanno sconfitto in finale  Raven Klaasen /  Leander Paes per 6-3, 7–6(4).